# Chalk Mark in a Rain Storm
| Recensione              | Giudizio   |
| ----------------------- | ---------- |
| AllMusic                | [ 1 ]      |
| Robert Christgau        | C          |
| Sputnikmusic            | 3.1 (Good) |
| Piero Scaruffi          | [ 4 ]      |
| Dizionario del Pop-Rock | [ 5 ]      |
| 24.000 dischi           | [ 6 ]      |
| Storia della musica     | [ 7 ]      |

Chalk Mark in a Rain Storm è un album di Joni Mitchell, pubblicato nel marzo del 1988. Vede la collaborazione di molti personaggi del mondo della musica, tra i quali Peter Gabriel, Tom Petty, Billy Idol ed altri ancora. L'album si è piazzato alla posizione 45 della Billboard 200, ed alla posizione 32 con il pezzo Snakes and Ladders nella Mainstream Rock Tracks sempre di Billboard.

## Tracce
Brani scritti e composti da Joni Mitchell, eccetto dove indicato.
Lato A
1. My Secret Place – 5:01
2. Number One – 3:46
3. Lakota – 6:25 (Joni Mitchell, Larry Klein)
4. The Tea Leaf Prophecy (Lay Down Your Arms) – 4:49 (Joni Mitchell, Larry Klein)
5. Dancin' Clown – 4:09

Lato B
1. Cool Water – 5:25 (Bob Nolan)
2. The Beat of Black Wings – 5:19
3. Snakes and Ladders – 5:37 (Joni Mitchell, Larry Klein)
4. The Reoccurring Dream – 3:02
5. A Bird That Whistles (arrangiamento del brano tradizionale Corrina, Corrina) – 2:38

## Musicisti
My Secret Place
- Joni Mitchell - voce, accompagnamento vocale-cori, chitarre, tastiere
- Larry Klein - basso, tastiere
- Manu Katché - batteria, tamburo parlante
- Peter Gabriel - voce, accompagnamento vocale-cori

Number One
- Joni Mitchell - voce, accompagnamento vocale-cori, chitarre, tastiere, drum machine (drum programming)
- Larry Klein - basso
- Steven Lindsey - organo
- Manu Katché - rullante
- Benjamin Orr - accompagnamento vocale-cori

Lakota
- Joni Mitchell - voce, accompagnamento vocale-cori
- Larry Klein - basso, tastiere
- Michael Landau - chitarra
- Iron Eyes Cody - voce introduttiva, accompagnamento vocale-cori
- Don Henley - accompagnamento vocale-cori

The Tea Leaf Prophecy (Lay Down Your Arms)
- Joni Mitchell - voce, accompagnamento vocale-cori
- Larry Klein - basso, tastiere
- Michael Landau - chitarra
- Manu Katché - batteria, percussioni
- Wendy Melvoin - accompagnamento vocale-cori
- Lisa Coleman - accompagnamento vocale-cori

Dancin' Clown
- Joni Mitchell - voce, accompagnamento vocale-cori, chitarre, tastiere
- Larry Klein - basso, cori cherchez la femme
- Michael Landau - chitarra, cori cherchez la femme
- Steve Stevens - chitarra
- Thomas Dolby - marimba (fairlight marimba)
- Manu Katché - batteria, percussioni, cori cherchez la femme
- Billy Idol - voce, accompagnamento vocale-cori
- Tom Petty - voce, accompagnamento vocale-cori
- Julie Last - cori cherchez la femme

Cool Water
- Joni Mitchell - voce, accompagnamento vocale-cori, chitarre, tastiere
- Larry Klein - basso, percussioni (808 congas)
- Michael Landau - chitarra
- Manu Katché - batteria, percussioni
- Willie Nelson - voce, accompagnamento vocale-cori

The Beat of Black Wings
- Joni Mitchell - voce, accompagnamento vocale-cori, tastiere, drum programming
- Larry Klein - basso
- Manu Katché - tamburo parlante, percussioni
- Benjamin Orr - accompagnamento vocale-cori

Snakes and Ladders
- Joni Mitchell - voce, accompagnamento vocale-cori, tastiere, drum programming
- Larry Klein - basso, tastiere
- Michael Landau - chitarra
- Don Henley - voce, accompagnamento vocale-cori

The Reoccurring Dream
- Joni Mitchell - voce, accompagnamento vocale-cori, tastiere, collage
- Larry Klein - basso
- Michael Landau - chitarra
- Manu Katché - batteria

A Bird That Whistles (Arrangement of the traditional work Corrina, Corrina)
- Joni Mitchell - voce, chitarra
- Larry Klein - basso
- Wayne Shorter - sassofoni

Note aggiuntive
- Joni Mitchell e Larry Klein - produttori
- Registrato al Ashcombe House di Bath, Inghilterra
- Registrato al The Wool Hall di Beckington, Inghilterra
- Registrato al Artisan Recording Studios di Los Angeles, California
- Registrato al The Village di Los Angeles, California
- Registrato al Ocean Way Recording Studios di Los Angeles, California
- Registrato al A&M Recording Studios di Los Angeles, California
- Registrato al Ground Control di Santa Monica, California
- Registrato al Sound Castle di Los Angeles, California
- Registrato al Galaxy Studios di Los Angeles, California
- Dan Marnien - ingegnere delle registrazione e del mixaggio
- Mike Shipley - mixaggio
- David Bottrill, Henry Lewy, Julie Last, Mike Shipley, Alana Smart - ingegneri aggiunti delle registrazioni
- Julie Last - assistente ingegneri delle registrazioni
- Bill Jenkins - assistente ingegneri delle registrazioni
- Mike Ross - assistente ingegneri delle registrazioni
- Robin Lane - assistente ingegneri delle registrazioni
- Dave Stallbaumer - assistente ingegneri delle registrazioni
- Chris Fuhrman - assistente ingegneri delle registrazioni
- Angus Davidson - assistente ingegneri delle registrazioni
- Fred Howard - assistente ingegneri delle registrazioni
- Richard Cottrell - assistente ingegneri delle registrazioni
- Rick O'Neil - assistente ingegneri delle registrazioni
- John Payne - assistente ingegneri delle registrazioni
- Bob Ludwig - masterizzazione (masterdisk, New York City)
- Larry Klein - programmatore tastiere[8][10]